# Addicted to Pain
Addicted to Pain è un singolo del gruppo musicale statunitense Alter Bridge, pubblicato il 12 agosto 2013 come primo estratto dal quarto album in studio Fortress.

## Video musicale
Il videoclip, diretto da Daniel Catullo, è stato pubblicato il 6 settembre 2013 attraverso il canale YouTube del gruppo. Esso mostra alcuni spezzoni in bianco e nero di alcune persone intente a praticare esibizioni mortali con altre scene in cui è possibile vedere il gruppo eseguire il brano sopra un palco.

## Tracce
Download digitale, CD promozionale (Regno Unito)
1. Addicted to Pain – 4:16

## Formazione
Gruppo
- Myles Kennedy – voce, chitarra
- Mark Tremonti – chitarra, voce
- Brian Marshall – basso
- Scott Phillips – batteria

Altri musicisti
- Michael "Elvis" Baskette – strumenti ad arco, tastiera, programmazione

Produzione
- Michael "Elvis" Baskette – produzione, missaggio
- Jef Moll – ingegneria del suono, editing digitale
- Kevin Thomas – assistenza tecnica
- Ted Jensen – mastering
- Stephanie Geny – assistenza mastering

## Classifiche
| Classifica (2013)             | Posizione massima |
| ----------------------------- | ----------------- |
| Regno Unito                   | 150               |
| Stati Uniti (mainstream rock) | 4                 |

## Date di pubblicazione
| Paese       | Data di pubblicazione | Formato           |
| ----------- | --------------------- | ----------------- |
| Europa      | 12 agosto 2013        | Download digitale |
| Stati Uniti | 20 agosto 2013        | Download digitale |